# ميموريال
ميموريال (بالروسية: Мемориал)‏ هي مجموعة عالمية لحقوق الإنسان، تأسست في روسيا أثناء تفكك الاتحاد السوفيتي لدراسة والوقوف على واقع حقوق الإنسان في الاتحاد السوفيتي وغيرها من الجرائم التي ارتكبت في حكم جوزيف ستالين. قبل حلّها وتصفيتها في روسيا، كانت ميموريال مكوّنة من كيانين قانونيين منفصلين، «ميموريال إنترناشيونال»، وهدفه تسجيل الجرائم ضد الإنسانية التي ارتكبت في الاتحاد السوفياتي، لا سيما خلال تاريخ الاتحاد السوفيتي (1927-1953)، و«مركز ميموريال لحقوق الإنسان» الذي ركّز على الناشطين الحقوقيين، خاصة في مناطق الصراع داخل روسيا الحديثة وما حولها. هي حركة وليست منظمة مركزية، حتى ديسمبر 2021، ضمّت ميموريال أكثر من 50 منظمة في روسيا و11 في دول أخرى، بما في ذلك كازاخستان، أوكرانيا، ألمانيا، إيطاليا، بلجيكا، فرنسا. على الرغم من أن التركيز على المجموعات المنتسبة يختلف من منطقة إلى أخرى، شاركت ميموريال مخاوف مماثلة بشأن حقوق الإنسان، وتوثيق الماضي، وتثقيف الشباب، وإحياء ذكرى ضحايا القمع السياسي.
ظهرت حركة ميموريال خلال سنوات البيريسترويكا في أواخر عقد 1980، لتوثيق الجرائم ضد الإنسانية التي ارتكبت في الاتحاد السوفييتي خلال القرن العشرين، ومساعدة ضحايا التطهير الكبير والجولاج وعائلاتهم. بين عامي 1987 و1990، بينما كان الاتحاد السوفييتي لا يزال قائماً، أنشأ 23 فرعاً في المجتمع. عندما انهار الاتحاد السوفييتي، ظلت فروع حركة ميموريال في أوكرانيا تابعة للشبكة الروسية. أنشأت بعض أقدم الفروع في شمال غرب ووسط روسيا، وجبال الأورال وسيبيريا مواقع إلكترونية لتوثيق الأبحاث المحلية المستقلة، ونشرت عن جرائم النظام السوفييتي في تلك المناطق.
بعد إقرار قانون الوكيل الأجنبي الروسي في يوليو 2012، تعرضت حركة ميموريال لضغوطات حكومية متزايدة. في 21 يوليو 2014، أعلنت وزارة العدل الروسية أن مركز ميموريال لحقوق الإنسان يعتبر«وكيلاً أجنبياً». وقد امتدّ هذا الوصف في نوفمبر 2015 ليشميل مركز البحث والمعلومات في سانت بطرسبرغ وفي 4 أكتوبر 2016 شمل ميموريال إنترناشيونال نفسها. في 28 ديسمبر 2021، أمرت المحكمة العليا الروسية منظمة ميموريال إنترناشيونال بالإغلاق بسبب انتهاكات قانون الوكيل الأجنبي. anslation
وقال محامي منظمة ميموريال إنها ستستأنف. أمرت محكمة مدينة موسكو بإغلاق مركز ميموريال لحقوق الإنسان في 29 ديسمبر\كانون الأول 2021؛ واتهمها المدعون العامون بخرق قانون العملاء الأجانب ودعم الإرهاب والتطرف. في اليوم نفسه، طبقت المحكمة الأوروبية لحقوق الإنسان إجراءً مؤقتاً يوجه روسيا إلى وقف التصفية القسرية لميموريال، في انتظار نتيجة التقاضي.
أغلقت ميموريال ككيان قانوني في روسيا وتصفيتها في 5 أبريل 2022. استمرت بعض أنشطة ميموريال في مجال حقوق الإنسان في روسيا. تواصل ميموريال العمل في دولٍ أخرى، لا سيما في ألمانيا، حيث يوجد أقدم وأكبر فروعها غير الروسية. في أكتوبر 2022، كانت ميموريال أحد ثلاثة فائزين بجائزة نوبل للسلام 2022، مع منظمة حقوق الإنسان الأوكرانية مركز الحريات المدنية والناشط البيلاروس أليس بيالياتسكي، وذلك لجهودهم في توثيق جرائم الحرب وانتهاكات حقوق الإنسان وإساءة استخدام السلطة.